# Botany Bay (Viktorialand)
Die Botany Bay ist eine kleine Bucht an der Scott-Küste des ostantarktischen Viktorialands. Sie liegt im südlichen Teil des Granite Harbor zwischen dem Cape Geology und dem Discovery Bluff.
Kartiert wurde die Bucht von der Westgruppe der britischen Terra-Nova-Expedition (1911–1913) unter der Leitung des Polarforschers Robert Falcon Scott. Thomas Griffith Taylor und Frank Debenham, die beiden australischen Mitglieder der Westgruppe, benannten sie nach der Botany Bay in Australien.